# Joe C.
Joseph "Joe C." Calleja (ur. 9 listopada 1974, zm. 16 listopada 2000) – amerykański raper i muzyk. Znany głównie ze swojej współpracy z Kid Rockiem.

## Choroba
Calleja urodził się w Taylor w stanie Michigan. Cierpiał on na celiakię, autoimmunologiczną chorobę, która powoduje karłowatość i w rzadkich przypadkach inne powikłania. Z tego powodu w dorosłym wieku mierzył on około 110 centymetrów. Jego karłowatość pociągała za sobą inne  problemy zdrowotne. W 2000 roku w wywiadzie z Johnem Norrisem z MTV Joe C przyznał, że musi brać dziennie 60 tabletek i wymaga stałej opieki lekarskiej.

## Kariera
Calleja po raz pierwszy spotkał Kid Rocka na koncercie w Roseville w 1994 roku. Rok później Joe C nagrał swoje pierwsze demo zatytułowane "Cool Daddy Cool".
Wraz z Kid Rockiem pojawili się w serialu telewizyjnym Simpsonowie, gdzie podłożyli głosy pod swoje postacie.  Joe C. był fanem WWF.

## Śmierć
W listopadzie 1999 roku, Calleja był zmuszony opuścić trasę koncertową z Kid Rockiem, pojawiając się tylko na kilku występach. 16 listopada 2000 roku, tydzień po swoich 26 urodzinach Calleja zmarł podczas snu w domu swoich rodziców w Taylor, w stanie Michigan.

## Dyskografia

### ZKid Rock
- "Devil Without a Cause" (1998)
- "Early Mornin Stoned Pimp" (2000)
- "Trucker 2006" (2006)

### Solo
- Cool Daddy Cool (demo) (1995)
- Heaven (demo) (2000)
- Cool Daddy Cool (2000)

### Gościnnie
- piosenka "Kyle's Mom is a Big Fat Bitch" w filmie Miasteczko South Park (1999)